# Gordon Moore
Gordon Earl Moore (San Francisco, 3 de enero de 1929-Hawái, 24 de marzo de 2023) fue un emprendedor, químico, filántropo, ingeniero y físico estadounidense, cofundador de Intel y autor de la Ley de Moore.

## Biografía
Nacido en San Francisco, California, el 3 de enero de 1929. Recibió una licenciatura en química por la Universidad de California en Berkeley en 1950 y un doctorado en química y física por el Instituto de Tecnología de California (Caltech) en 1954. Previamente a sus estudios en Berkeley, pasó sus primeros dos años de licenciatura en la Universidad Estatal de San José donde conoció a su esposa Betty.
Se unió al egresado de Caltech William Shockley en el laboratorio de semiconductores Shockley (división de Benchmark Instruments), pero se retiró junto con los "Traitorous Eight" (ocho traidores), cuando Sherman Fairchild estuvo de acuerdo en apoyarlos y crear la corporación de semiconductores Fairchild.
Fundó Intel en julio de 1968 junto a Robert Noyce, trabajando como vicepresidente ejecutivo hasta 1975 cuando fue nombrado presidente y ejecutivo en jefe. En abril de 1979, se convirtió en miembro de la junta directiva además de ejecutivo en jefe, manteniendo ambas posiciones hasta abril de 1987, cuando dejó el puesto de ejecutivo en jefe. Colaboró como miembro emérito de la junta directiva.
En 2001 junto con su esposa donó 600 millones de dólares a Caltech, la mayor donación jamás entregada a una institución de educación superior. Moore afirmó que con esto pretendía mantener a Caltech en el liderazgo de investigación y tecnología. Fue miembro de la junta de Fideicomisarios de Caltech desde 1994 hasta 2000 y posteriormente. 
En 2003 fue elegido miembro de la American Association for the Advancement of Science (Asociación Estadounidense para el avance de la ciencia).
La Biblioteca del Centro para Ciencias Matemáticas de la Universidad de Cambridge, fue nombrada en su honor y en el de su esposa Betty Irene Whitaker, así como el edificio de laboratorios Moore (1996) en Caltech.

## Ley de Moore
La Ley de Moore fue publicada en un artículo del 19 de abril de 1965 en la revista Electronics.
En ella formuló que cada 24 meses, la potencia de los ordenadores se duplicaría. Este desarrollo de las capacidades de los ordenadores, ha llevado a los informáticos y, sobre todo, a los investigadores y trabajadores que emplean herramientas informáticas en sus tareas, a tener que rediseñar sus dinámicas de trabajo. En el campo de la Información y Documentación (por ejemplo), la capacidad de almacenamiento, memoria y recuperación de datos, ha llevado a los programadores e informatólogos a tener en cuenta esta ley en la actualización de sus bases de datos, repositorios de información o catálogos automatizados.

## Honores
El asteroide (8013) Gordonmoore fue nombrado así en su honor.